# Tweede Kamerverkiezingen 2003/Kandidatenlijst/NCPN
De kandidatenlijst voor de Tweede Kamerverkiezingen 2003 van de NCPN was als volgt:
1. A.D. (Alejandro) de Mello - 3.087 stemmen
2. C.M. (Corry) Westgeest - 312
3. W.E.K. (Wil) van der Klift - 116
4. J.J.H. (Job) Pruijser - 107
5. R. (Rinze) Visser - 161
6. J.W.M. (Marie-José) Kressin-Funcken - 43
7. H.L. (Hans) Heres - 127
8. H. (Mans) Pruis - 70
9. W.A. (Willem) Gomes - 63
10. A.P.J.A (Annabelle) Schouten - 83
11. J.C. (Jan) Ilsink - 24
12. W.J. (Willy) Berend - 63
13. H.J.R. (Hein) van Kasbergen - 27
14. J.C. (Jan) Cleton - 31
15. Z. (Zwanie) Tielman - 37
16. J.H.W. (Joop) van Esch - 19
17. J.H. (Jos) Lensink - 18
18. J.A. (Chuck) Barkey - 14
19. Q.W. (René) Asselman - 25
20. E. (Eva) Strausz - 46
21. R.E. (Ron) Verhoef - 30
22. W.J. (Wilco) Mulhuijzen - 13
23. H.A. (Herwin) Sap - 29
24. F.B.M. (Rik) Min - 22
25. B.B. (Bert) Jansen - 39
26. R. (Rein) Schinkel - 20
27. G.H. (Gerrit) Wooldrik - 14
28. R. (Roy) Houtkamp - 21
29. W.F. (Willem) van Kranenburg - 30
30. A. (Albert) Schwertman - 163

CDA · LPF · VVD · PvdA · GroenLinks · SP · D66 · ChristenUnie · SGP · Leefbaar Nederland · DeConservatieven.nl · NCPN · Duurzaam Nederland · PvdT · Partij voor de Dieren · Lijst 16 · Vooruitstrevende Integratie Partij · AVD · Lijst Veldhoen
1994 · 1998 · 2003